# Hubertus-Maria von Heigl
Hubertus-Maria Heigl, seit 1917 Ritter von Heigl, (* 10. November 1897 in Siegenburg; † 24. Januar 1985 in München) war ein deutscher Generalmajor der Pioniere im Zweiten Weltkrieg.

## Leben

### Herkunft

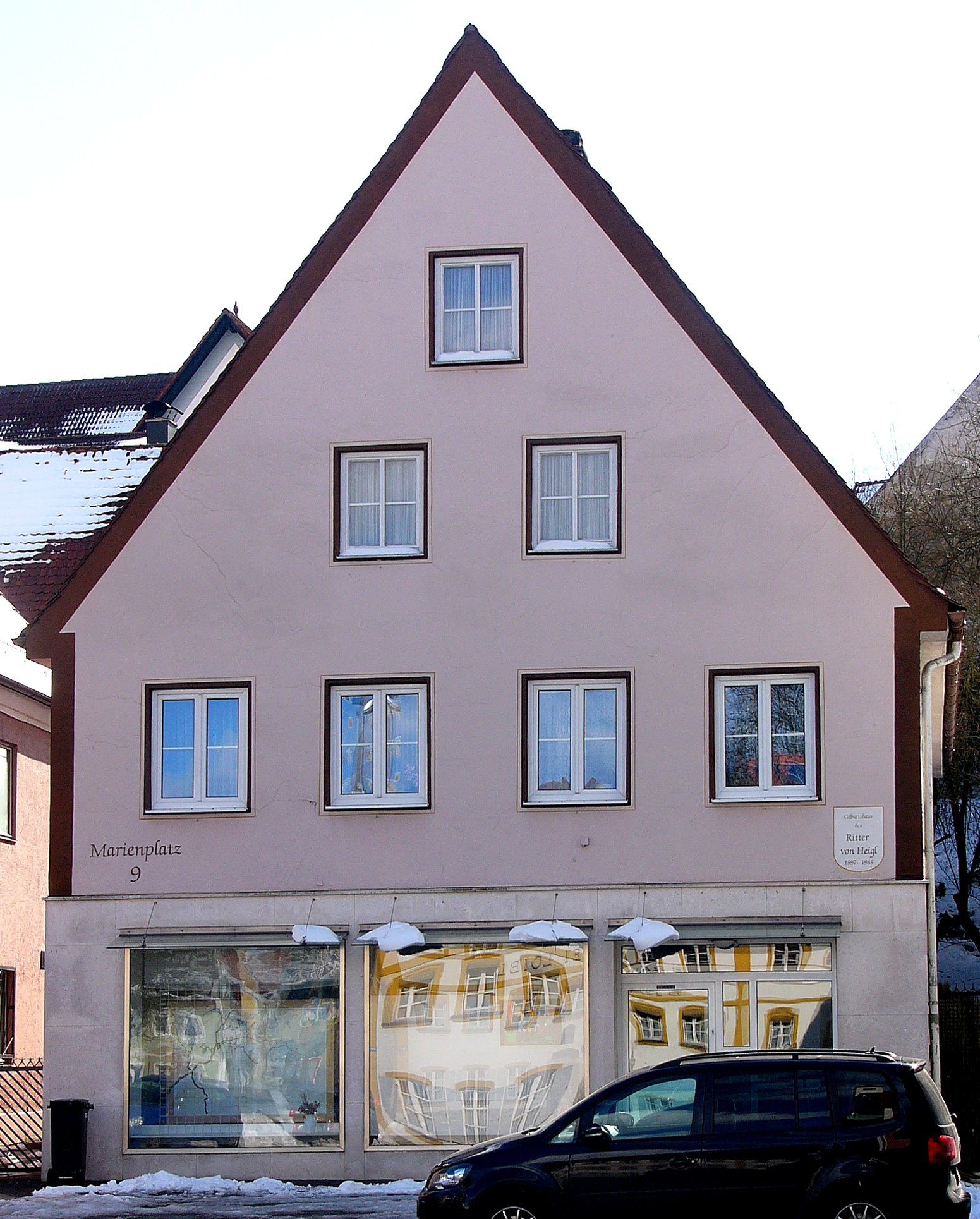
Marienplatz 9, Siegenburg. Das Geburtshaus von Hubertus-Maria von Heigl

Er war der Sohn des Oberforstinspektors Adalbert Heigl und dessen Ehefrau Wilhelmine, geborene Lang.

### Militärkarriere

#### Erster Weltkrieg
Heigl trat am 12. Juli 1915 als Fahnenjunker in das 4. Infanterie-Regiment „König Wilhelm von Württemberg“ der Bayerischen Armee ein und absolvierte vom 1. September bis 6. November 1915 einen Offizierslehrgang an der Truppenschule in Döberitz. Im Anschluss daran folgt seine Kommandierung zur weiteren Ausbildung an die Truppenschule nach Grafenwöhr. Nach seiner Rückkehr zu seinem Regiment kam er am 1. März 1916 erstmals an der Westfront zum Einsatz. Kurze Zeit darauf wurde er am 2. Juni 1916 zum Leutnant befördert und am 17. Januar 1917 zum stellvertretenden Kompanieführer ernannt. In der Folge absolvierte Heigl einen Lehrgang zum Kompanieführer, anschließend einen Ausbildungskursus am leichten Minenwerfer sowie einen Lehrgang beim Sturm-Bataillon des XII. Armee-Korps. Anschließend wurde er mit seinem Regiment an die Ostfront verlegt. Während der Kämpfe bei Jakobstadt gelang ihm mit seiner 4. Kompanie die Eroberung des Vorwerkes Malkaln an der Düna. Dabei konnte er 400 Gefangene sowie vier Maschinengewehre einbringen. Für diese Tat wurde Heigl am 21. September 1917 durch König Ludwig III. mit dem Ritterkreuz des Militär-Max-Joseph-Ordens beliehen. Damit verbunden war die Erhebung in den persönlichen Adel und er durfte sich nach Eintragung in die Adelsmatrikel „Ritter von Heigl“ nennen. Für sein Wirken war er außerdem mit dem Militärverdienstorden IV. Klasse mit Schwertern und Krone sowie beiden Klassen des Eisernen Kreuzes ausgezeichnet worden. Am 15. Oktober 1917 erfolgte seine Kommandierung als Ordonnanzoffizier in den Regimentsstab. Das Regiment verlegte Ende Dezember 1917 wieder an die Westfront. Man ernannte Heigl am 8. Juni zum stellvertretenden Regimentsadjutanten und am 19. August 1918 zum Adjutanten des I. Bataillons.

#### 1918 bis 1939
Nach Kriegsende schloss er sich am 9. April 1919 kurzzeitig als Adjutant dem Detachement „Probstmayer“ in Donauwörth an. Heigl wurde in die Reichswehr übernommen und absolvierte zeitgleich ein Studium der Rechtswissenschaften an der Universität Würzburg. In der Reichswehr wurde er zunächst als Zugführer in der 8. Kompanie des Infanterie-Regiments 21 verwendet. Am 1. Oktober 1924 ernannte man ihn zum Adjutanten des Ausbildungs-Bataillons. Als solcher erhielt er am 31. Juli 1925 seine Beförderung zum Oberleutnant und vom 7. April bis 20. August 1926 seine Kommandierung zum Waffenschullehrgang nach Dresden. Er übernahm am 15. Januar 1928 als Chef die 4. Kompanie. Vom 1. Januar 1929 bis 30. April war Heigl Lehrer und Aufsichtsoffizier an der Pionierschule in München. Dort erfolgte am 1. Dezember 1932 seine Beförderung zum Hauptmann. Am 1. Mai 1933 wurde er zum Stab des Pionier-Bataillons 5 nach Ulm versetzt. Bevor er am 1. Juli 1937 als Lehrer an die Kriegsschule nach Dresden berufen wurde, war Heigl noch Kompaniechef in verschiedenen Pionier-Bataillonen in München und Ingolstadt. Anschließend wurde er ab 12. Oktober 1937 als Lehrer an der Kriegsakademie in Berlin eingesetzt. Seine Beförderung zum Major hatte er am 1. August 1936 erhalten.

#### Zweiter Weltkrieg
Von der Kriegsakademie wurde Heigl am 26. August 1939 erstmals in die Führerreserve versetzt, bevor man ihn nach Beginn des Zweiten Weltkriegs zum Kommandeur des Pionier-Bataillons 70 am 1. Oktober 1939 ernannte. Mit dieser Einheit war er am Überfall auf Polen, am Feldzug gegen Frankreich und am Unternehmen Barbarossa beteiligt. Am 13. Januar 1942 wurde ihm das Ritterkreuz des Eisernen Kreuzes verliehen, das er für die Führung einer kurzfristig zusammengestellten Kampfgruppe bei der Abwehr eines russischen Landungsversuch hinter den deutschen Linien erhielt. In Südrussland wurde er am 1. März 1942 zum Oberst befördert und am 15. April 1942 kam er zum Stab des Pionierführers der 11. Armee. Von dort erfolgte am 1. April 1943 seine erneute Versetzung in die Führerreserve, die bis zum 19. Januar 1944 andauern sollte.
Am 20. Januar 1944 wurde er mit der Vertretung des Generals der Pioniere bei der Heeresgruppe Mitte beauftragt und am 7. November 1944 zum General der Pioniere der Heeresgruppe ernannt. Als solcher war er ab 25. Januar 1945 bei der Heeresgruppe Nord tätig. Er wurde am 14. April kurzzeitig ein letztes Mal in die Führerreserve versetzt und ab 17. April 1945 bei der Heeresgruppe Nordwest eingesetzt. Kurz vor Kriegsende erfolgte am 20. April 1945 noch seine Beförderung zum Generalmajor. Heigl geriet nach der deutschen Gesamtkapitulation am 8. Mai 1945 in britische Kriegsgefangenschaft, aus der er am 25. Juli 1947 entlassen wurde.

### 1947 bis 1985
Mit Hubertus-Maria von Heigl starb am 24. Januar 1985 der letzte Ritter des Militär-Max-Joseph-Ordens.